# Tomasz Mars
Tomasz Mars (ur. 14 września 1977 roku w Krakowie) – polski wokalista, kompozytor, autor tekstów, aktor, konferansjer.
Początki działalności artystycznej datowane są na koniec lat 90., kiedy to z grupą przyjaciół założył artrockowy zespół „Gromy”. W jego skład wchodzili:
Bartosz Tomaszek (współzałożyciel) - piano,
Marek Henryk Mars - git. basowa,
Rafał Drewniany - git. elektryczna,
Maciej Półtorak - perkusja,
Tomasz Mars - wokal.
W repertuarze zespołu znajdowały się utwory autorstwa polskich poetów takich jak: Bruno Jasieński, Andrzej Titkow oraz piosenki autorskie Tomasza Marsa, opatrzone również jego kompozycjami.
Tomasz Mars & Gromy brał udział w licznych festiwalach i konkursach piosenki w całej Polsce, w których zespół był wielokrotnie nagradzany.
Tomasz Mars to również zwycięzca i zarazem jego rekordzista (wygrał go aż czterokrotnie) kultowego krakowskiego konkursu „Śpiewać każdy może”, prowadzonego przez Zbigniewa Książka. W skład jury wchodzili znakomici krakowscy artyści. Wśród nich: Jan Kanty Pawluśkiewicz, Marcin Daniec, Janusz Grzywacz, Jacek Zieliński (Skaldowie), Lidia Jazgar.
Tomasz Mars & Gromy występował na wielu krakowskich scenach: 
- Piwnica pod Baranami
- Klub pod Jaszczurami
- Rotunda

Gościł na scenie Kabaretu Zielone Szkiełko (Jazz Rock Café) oraz współtworzył scenę muzyczno-literacką Azyl (Klub Drukarnia).
Na zaproszenie Lidii Jazgar kilkukrotnie prezentował swoje piosenki w cyklu „Galicyjski wieczór z Piosenką”.
Tomasz Mars reprezentował zespół w programach TVP Kraków, m.in.: „Pełna Kultura” oraz w wielu programach emitowanych przez lokalne stacje radiowe.
Współpraca z tygodnikiem Młodzieży Katolickiej DROGA zaowocowała występami w ośrodkach edukacyjnych w całej Polsce oraz ukazaniem się piosenki zespołu pt. „Wszystko ma swój czas” wydanej na płycie „Błogosławiony trud - muzycy polscy Ojcu Świętemu”. Wśród wykonawców znaleźli się m.in.: Natalia Kukulska, Dżem, Skaldowie, De Press.
Krakowska publiczność mogła podziwiać Tomasza Marsa również w przedsięwzięciach solowych.
Na zaproszenie Barbary Stępniak-Wilk w latach 2001 - 2003 oraz w roku 2010 wykonywał piosenki autorstwa artystki oraz kompozytora Aleksandra Brzezińskiego w programie „Wieczory Nieperwersyjne”. W roku 2011 ukazała się płyta „Muzyczna Bombonierka. Wieczór nieperwersyjny” (wyd. Studio 2002) z utworami ze wspomnianego cyklu.
Współpraca z Barbarą Stępniak-Wilk to również ukazanie się albumu „Trwaj chwilo niebieska” (grudzień 2002 wyd. Studio 2002) na której także możemy usłyszeć Tomasza Marsa.
Równolegle w Nowej Hucie, w lokalnym Domu Kultury pobierał lekcje śpiewu u Andrzeja Zaryckiego, słynnego kompozytora związanego z Piwnicą pod Baranami.
Przełomowym momentem dla Tomasza Marsa było spotkanie z warszawsko-krakowskim poetą Michałem Zabłockim. Autora tekstów Grzegorza Turnaua, Agnieszki Chrzanowskiej, Czesława Mozila i wielu innych. Razem z nim przygotował debiutancki koncert i materiał na płytę "Męski Burdel", która ukazała się w grudniu 2006 r. wyd. przez Metal Mind. W nagraniu płyty koncept aranżacyjny i brzmieniowy wniósł Marek Bychawski. Tomasz zaś napisał do większości tekstów muzykę i dobrał zespół instrumentalistów: 
Marek Henryk Mars - git. basowa, 
Krzysztof Łochowicz - git. elektryczna, 
Tomasz Hernik - puzon, akordeon i instrumenty klawiszowe, 
Dominik Klimczak- perkusja.
Innowacyjny i wyjątkowy charakter koncertów nadawały odbywające się podczas występów licytacje wierszy Michała Zabłockiego, które poeta pisał na żywo. Stawały się one kanwą kolejnych utworów.
Pomysłodawczynią formuły licytacji wierszy była krakowska artystka Agnieszka Chrzanowska.
Koncerty premierowe odbyły się na jesieni 2006 roku w krakowskim klubie Alchemia oraz w warszawskim klubie Melodia.
W rodzinnym mieście Artysty prezentacje programu odbywały się cyklicznie przez kilka lat, każdorazowo zapełniając salę po brzegi. Cytując nagłówek lokalnej prasy: „W Krakowie panuje moda na Marsa…”.
Następnym owocem twórczej pracy duetu Mars Zabłocki była następna płyta wydana 12 października 2009r. nakładem POEMAT zatytułowana „To ja jestem Feel’em!”, która otrzymała nominację do muzycznej nagrody PAM London Awards w kategorii folk/accoustic, a sam Artysta został nominowany w kategorii solista roku.
Do dwóch singli z tejże płyty powstały teledyski autorstwa Agaty Dębickiej.
Artystyczne drogi Marsa i wspomnianej Agnieszki Chrzanowskiej przecinały się również w innych realizacjach. Do najważniejszych należy zaliczyć wspólny udział w spektaklu muzycznym pt. „Pan Kazimierz” (premiera marzec 2006r.) w reż. Łukasza Czuja opowiadający losy wyjątkowej dzielnicy Krakowa. Autorem słów do 23 piosenek prezentowanych w spektaklu jest Michał Zabłocki. Utwory skomponowali m.in.: Agnieszka Chrzanowska, Adrian Konarski, Krzysztof Filus, Dominik Kwaśniewski, Jacek Łągwa jak również sam Tomasz Mars.
Całość została zarejestrowana na płycie o tym samym tytule, wyd. Poemat, 2007r..
Kolejnym ważnym punktem w karierze Tomasz Marsa było ponowne spotkanie z reżyserem Łukaszem Czujem, który obsadził Marsa w głównej roli obok Mariusza Kiljana w spektaklu pt. „Leningrad” (premiera 7 lutego 2009r. ówczesny Teatr Piosenki we wrocławskim Imparcie). To rockowy spektakl oparty na twórczości rosyjskiej grupy Leningrad i jej lidera oraz autora piosenek Siergieja Sznurowa.
Za przekład na język polski odpowiada Michał Chludziński. Kierownikiem muzycznym jest Krzysztof Łochowicz.
Skład zespołu muz: Krzysztof Łochowicz/Piotr Płonka/Remigiusz Hadka - gitary, banjo
Marek Henryk Mars - kontrabas, git. basowa
Marek Krupa - saksofon, akordeon
Damian Mielec - perkusja 
Scenografia i kostiumy - Elżbieta Rokita 
„Leningrad” prezentowany był w całej Polsce z dużą trasą koncertową w ramach projektu Teatr Polska i nagradzany na wielu festiwalach.
Od dnia premiery do lutego 2022 roku w stałym repertuarze Centrum Sztuki Impart we Wrocławiu. „Leningrad” doczekał się mianą kultowego.
Praca z Łukaszem Czujem to również punkowy koncert teatralny „Siekiera! Tańce polskie w tonacji punk” (premiera 2 listopada 2010r.) wyprodukowany przez Teatr Łaźnia Nowa i tam też był regularnie prezentowany krakowskiej publiczności.
W spektaklu wykorzystano utwory takich wykonawców jak Siekiera, Dezerter, Kult, WC, czy Akurat.
Kierownictwo muzyczne - Aleksander Brzeziński
Wokal - Tomasz Mars
Gitara elektryczna - Paweł Nawrocki
Bas - Marek Henryk Mars 
Perkusja - Damian Mielec
Scenografia i kostiumy - Elżbieta Rokita
W 2018 roku Łukasz Czuj wraz z Michałem Chludzińskim ponownie pochylili się nad twórczością rosyjskiej grupy Leningrad tworząc kontynuację kultowego już wrocławskiego „Leningradu” prezentując na scenie Teatru Miejskiego w Gliwicach widowisko muzyczne pt. „Miłość w Leningradzie”, w którym Tomasz Mars w sprawdzonym już duecie z Mariuszem Kiljanem wcielili się w główne role.
Perspektywa czasu ukazuje bohaterów i ich wewnętrzną przemianę usadowioną w nowej rzeczywistości współczesnej Rosji z jej kolorami ale też ciemnymi stronami życia.
Skład muzyczny grający na żywo:
Kierownictwo muzyczne, gitary, akordeon, piano - Remigiusz Hadka 
Saksofon tenorowy i barytonowy - Michał Sosna 
Kontrabas, bas - Bartłomiej Stuchlik 
Scenografia - Elżbieta Rokita
Obsada - Tomasz Mars, Mariusz Kiljan oraz Zespół Aktorski Teatru Miejskiego w Gliwicach.
Spektakl ten był prezentowany na licznych festiwalach w kraju, w tym na Przeglądzie Piosenki Aktorkiej we Wrocławiu.
Rok 2020 to czas pandemii, w którym Tomasz Mars i Łukasz Czuj wraz z Michałem Chludzińskim przygotowują nowy spektakl-koncert o roboczym tytule „0,7 Zgłoś się!”, finalnie „Trzecioligowy Życia Król” opowiadający o dojrzałym mężczyźnie, muzyku rockowym, aktorze i wodzireju w jednej osobie, który znalazł się na ostrym wirażu swojego życia.
Wrocławska premiera miała miejsce 31 lipca 2020 roku w Strefa Kultury Wrocław Impart Centrum, krakowska zaś odbyła się 16 sierpnia 2020 roku w Teatrze Łaźnia Nowa.
Wykonawcy: Tomasz Mars, Mirosława Żak
Scenariusz i reżyseria: Łukasz Czuj
Teksty piosenek: Michał Chludziński
Kostiumy: Elżbieta Rokita
Kierownictwo muzyczne: Remigiusz Hadka
Zespół muzyczny:
Perkusja, klawisz - Damian Drzymała / Tomasz Mańkowski
gitary, akordeon, piano - Remigiusz Hadka
saksofon tenorowy, barytonowy, melodyka - Michał Sosna
kontrabas, bas - Marek Henryk Mars
30 września 2023 roku zainicjowano projekt muzyczny z udziałem Tomasza Marsa w ramach wieloletniego cyklu „Nowa Huta. Dlaczego Nie?! - koncert "Światło-Życie” z inicjatywy posła na Sejm RP Ireneusza Rasia będący koncertem ku pamięci księdza Franciszka Blachnickiego. Poza Marsem wystąpili: Magdalena Steczkowska, Marcin Jajkiewicz, Lidia Jazgar - w aranżacjach i pod kierownictwem muzycznym Adama Niedzielina i artystycznym Bartosza Tomaszka.
Ów cykl wielokrotnie w roli konferansjera zapowiadał sam Tomasz Mars.
Kolejną odsłoną pracy Marsa przed mikrofonem są liczne nagrania lektorskie. Wśród nich spoty reklamowe, zapowiedzi dla stacji radiowych i telewizyjnych oraz materiały edukacyjne (m.in. dla szkół).
Poza działalnością muzyczną, sceniczną i lektorską, Tomasz Mars od wielu lat prężnie działa w branży eventowej jako konferansjer oraz organizator różnorodnych wydarzeń pełniąc funkcję dyrektora kreatywnego w firmie After5 Sp. z o. o.

## Dyskografia

### Albumy
- 2009: To ja jestem Feel'em!
- 2006: Męski burdel

### Single
- 2009: Sweet Doda
- 2009: To ja jestem Feel'em!
- 2006: Pedały

## Osiągnięcia
Uczestnik i laureat wielu konkursów i festiwali piosenki, m.in.:
- "Fama" w Świnoujściu,
- "Wieczorne Nastroje" w Kwidzynie,
- "Festiwal Piosenki Poetyckiej" w Oleśnie,
- "Łykend" we Wrocławiu,
- "Yapa" w Łodzi.